# Notopleura episcandens
Notopleura episcandens är en måreväxtart som beskrevs av Charlotte M. Taylor och David H. Lorence. Notopleura episcandens ingår i släktet Notopleura och familjen måreväxter. Inga underarter finns listade i Catalogue of Life.